# (2473) Heyerdahl
(2473) Heyerdahl (1977 RX7) – planetoida z pasa głównego asteroid okrążająca Słońce w ciągu 3,36 lat w średniej odległości 2,24 au. Została odkryta 12 września 1977 roku przez Nikołaja Czernycha. Nazwa planetoidy została nadana na cześć Thora Heyerdahla, norweskiego odkrywcy i podróżnika. Planetoida należy do rodziny planetoidy Flora nazywanej też czasem rodziną Ariadne.